# 阮達祖
阮達祖，JP（1906年5月23日—1988年6月1日），香港建築師，香港大學土木工程學士畢業，五十年代成立「阮達祖事務所」（T.C. Yuen & Co.）。阮達祖深受功能主義及現代主義建築理念影響，代表作如永隆銀行大廈、舊恒生大廈，都是充分糅合功能和簡約美學的作品。

## 生平
阮達祖在1906年5月23日生於澳門，原籍廣東新會，1918年至1924年就讀拔萃男書院，1929年獲得香港大學土木工程學位（1925年起修讀），1930年至1933年出洋到英國利物浦大學留學，1934年取得建築學學士。1950年代成立「阮達祖事務所」（T.C. Yuen & Co.）。他於1988年6月1日在養和醫院逝世，年82歲。

## 建築作品
- 中環永隆銀行大廈
- 中環盈置大廈（前稱恒生大廈）（1962年）
- 香港仔漁光村（1962-1965年）
- 灣仔東城戲院（1964年，已拆卸）
- 尖沙咀東英大廈（1965年，已拆卸）
- 銅鑼灣東院道官立小學